# Dong Zhuo
Dong Zhuo (138 - 22 de mayo de 192) era un poderoso señor de la guerra durante los últimos años de la dinastía china Han, antes de la era de los Tres Reinos. En 189 ocupó Luoyang, gracias al caos después de la muerte del emperador Ling y la lucha sangrienta entre la facción de los eunucos y los oficiales de la corte.
Dong Zhuo hizo dimitir al heredero legítimo, y puso al emperador Xian de Han como su marioneta.
Su actitud cruel y tiránica hizo que señores de la guerra provenientes de todo el imperio se aliaran contra él, lo que le hizo mover la capital al oeste, a Chang'an. 
Finalmente Dong Zhuo fue asesinado por su hijo adoptivo, Lu Bu, como parte de un plan por el ministro de interior Wang Yun.